# Somme connexe
Pour les articles homonymes, voir Somme.
En mathématiques, et plus précisément en topologie,  la somme connexe est une opération qui s'effectue sur des variétés connexes de même dimension. 

## Définition

Illustration de la somme connexe.

La somme connexe de deux variétés connexes de même dimension n est obtenue en retirant à chacune un petit voisinage d'un point formé d'une boule ouverte, et en recollant les deux variétés ainsi obtenues (techniquement : en prenant l'espace quotient de leur union disjointe) le long des deux sphères Sn–1  apparues. Le résultat est une variété de dimension n, bien définie à homéomorphisme près, et connexe (sauf dans le cas où les deux variétés initiales sont homéomorphes  à des droites réelles).
En dimension 2 par exemple, la somme connexe de deux surfaces abstraites est obtenue par découpage d'un disque sur chacune et recollement le long des deux bords circulaires obtenus.
L'opération de somme connexe est notée # : A#B désigne la somme connexe de A et B.
La classification des surfaces « fermées » (c'est-à-dire compactes et sans bord), un résultat fondamental et historiquement marquant en topologie, indique que toute surface connexe fermée est soit la sphère, soit une somme connexe de g tores T (si elle est orientable et de genre g > 0), soit une somme connexe de k plans projectifs réels P, k > 0 (si elle est non orientable).

## Exemples
- La somme connexe T # T de deux tores est un tore à deux anses.
- La somme connexe P # P de deux plans projectifs réels est la bouteille de Klein K.
- La surface de Dyck est P # K = P # P # P = P # T.
- La somme connexe de deux cercles étant un cercle, cette notion n'est pas adaptée à l'étude des nœuds. Mais, en théorie des nœuds, il existe une  somme analogue, la composition de nœuds (en), qui définit une structure de monoïde commutatif sur l'ensemble des nœuds.

## Propriétés
Hormis dans le cas où les deux variétés initiales sont homéomorphes à des droites réelles, la somme connexe de deux variétés est toujours connexe.
La somme connexe des variétés abstraites de dimension m est une opération associative et commutative, donnant à l'ensemble de ces variétés une structure de monoïde commutatif, d'élément neutre la sphère Sm.
La somme connexe de deux variétés est orientable si et seulement si les deux variétés de départ sont orientables.